# Pohlia viridis
Pohlia viridis är en bladmossart som beskrevs av Lindberg och H. Arnell 1890. Pohlia viridis ingår i släktet nickmossor, och familjen Bryaceae. Inga underarter finns listade i Catalogue of Life.